# Palau de Santa Eulàlia
Palau de Santa Eulàlia è un comune spagnolo di 80 abitanti situato nella comunità autonoma della Catalogna.